# Войтенко Федір Ілліч
Войте́нко Фе́дір Іллі́ч (6 (18) березня 1827 , Київ, Київська губернія, Російська імперія  — 11 (23) серпня 1876 , Київ, Київська губернія, Російська імперія ) — купець ІІІ гільдії, київський міський голова в 1863–1871 роках, потомствений почесний громадянин Києва.

## Біографія
Народився в 6 (18) березня 1827 року в Києві. Його батько, київський купець Ілля Олександрович Войтенко (1798–1870), був бургомістром Київського магістрату, гласним першої Київської міської думи (1835–1838). У 1860–1863 роках Федір Войтенко також займав посаду бургомістра.
26 квітня 1863 року в Києві відбулися вибори кандидатів на посаду міського голови. За купця III гільдії Федора Войтенка було подано найбільше голосів — 119. Але генерал-губернатор Микола Анненков не затвердив підсумків голосування, тому що замість необхідних 713 виборців у голосуванні взяв участь лише 181 виборець. На повторному голосуванні 28 червня Федір Войтенко також переміг і був затверджений міським головою. На цих виборах купців, міщан та домовласників було до 600 чоловік.
На наступних виборах, що відбулися 31 травня 1866 року, Войтенка знову обирають на посаду міського голови, однак внаслідок порушень на виборах, він знову не був затверджений. На перевиборах, призначених на 15 вересня, Войтенко отримав 278 голосів, був знову затверджений міським головою. Втретє Федір Войтенко обійняв посаду міського голови після виборів 1869 року, хоча отримав тоді лише третій результат, але його суперники відмовилися від посади.
У 1870 році в Києві було запроваджено нове Міське положення, яким було змінено порядок виборів міського голови та міської думи, а також їх функції. Новим міським головою в січні 1871 року був обраний Павло Демидов. На виборах 1871 та 1875 років Федора Войтенка обирали гласним міської думи та висували кандидатом на посаду міського голови.
Володів нерухомістю на Подолі. У 1867 році на розі Набережно-Хрещатицької та Ярославської вулиць Войтенко відкрив власні лазні в будинку, спорудженому за проектом архітектора Ромуальда Тустановського. Це був досить великий заклад з чоловічим та жіночим відділеннями, номерами та єврейською лазнею, пізніше було побудовано велике окреме єврейське відділення. По фасаду будівлі по Набережно-Хрещатицькій вулиці налічувалося 11 вікон та двоє дверей, а по Ярославській — 12 вікон та троє вхідних дверей. За шість років Войтенко продав ці лазні Івану Таранову.
Раптово помер 11 (23) серпня 1876 року від «запалення в шлунку», похований на Щекавицькому кладовищі.
Після смерті в нього залишилося семеро дітей, серед яких четверо малолітніх: Іван 13-ти років, Федір 10-ти років, Ольга 8-ми років і Анна 4-х років. Міська дума призначила їм грошову допомогу в сумі 700 карбованців щорічно до закінчення навчальних закладів.